# Freziera biserrata
Freziera biserrata là một loài thực vật thuộc họ Theaceae. Đây là loài đặc hữu của Costa Rica.